# 전주온빛중학교
전주온빛중학교(全州온빛中學校)는 대한민국 전북특별자치도 전주시 덕진구 장동에 있는 공립 중학교이다.

## 학교 연혁
- 2014년 2월 6일 : 전주온빛중학교 준공
- 2014년 2월 7일 : 전주온빛중학교 설립인가
- 2014년 3월 1일 : 전주온빛중학교 개교
- 2014년 3월 1일 : 제1대 문성화 교장 취임
- 2023년 2월 8일 : 제9회 졸업식(11학급 289명 졸업)
- 2023년 3월 1일 : 제4대 오문환 교장 취임
- 2024년 3월 4일 : 33개 학급 편성(11학급 295명 입학)

## 참고 자료
- 전주온빛중학교 - 한국교육학술정보원 학교알리미